# Avro

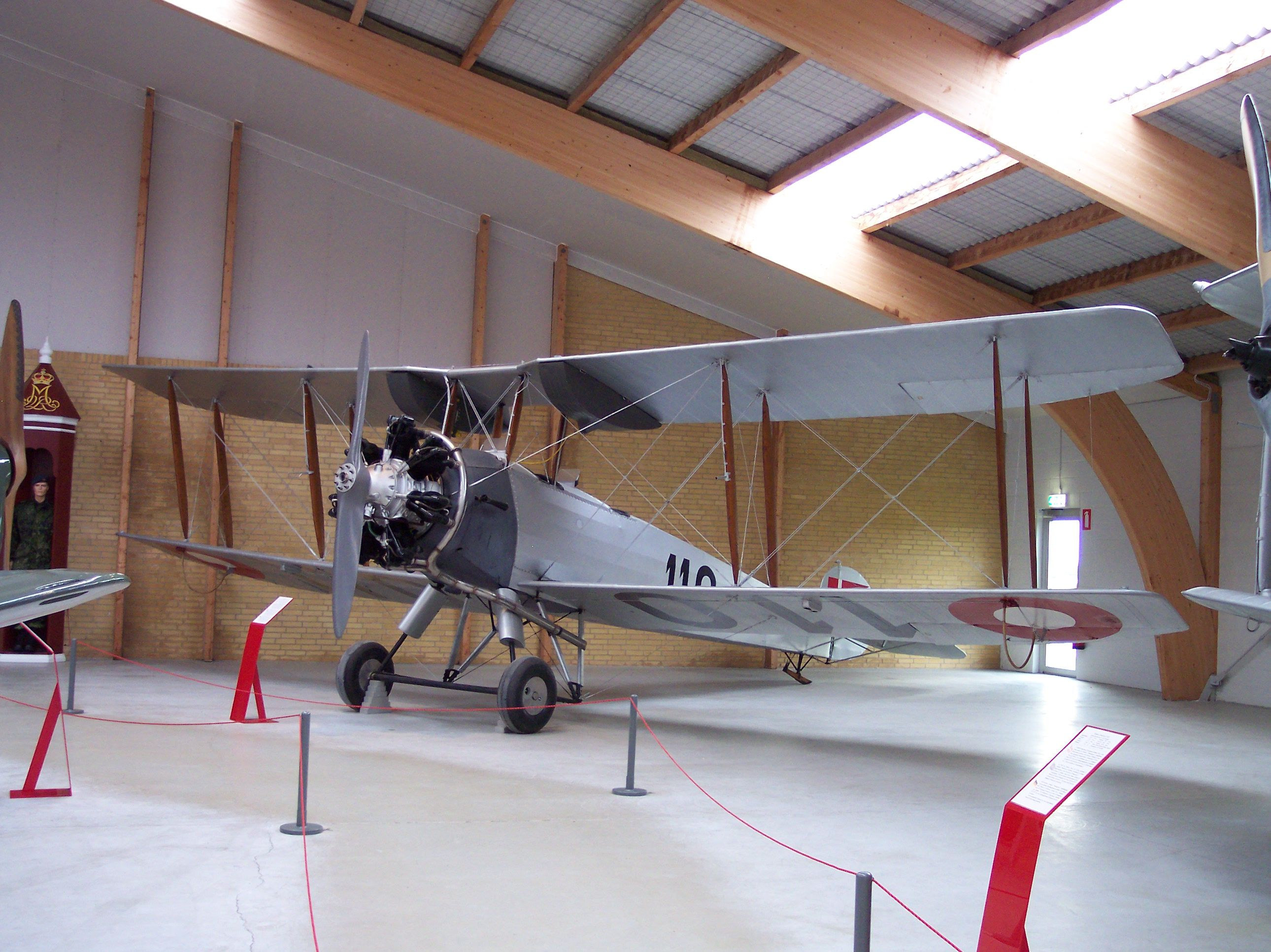
Avro 504

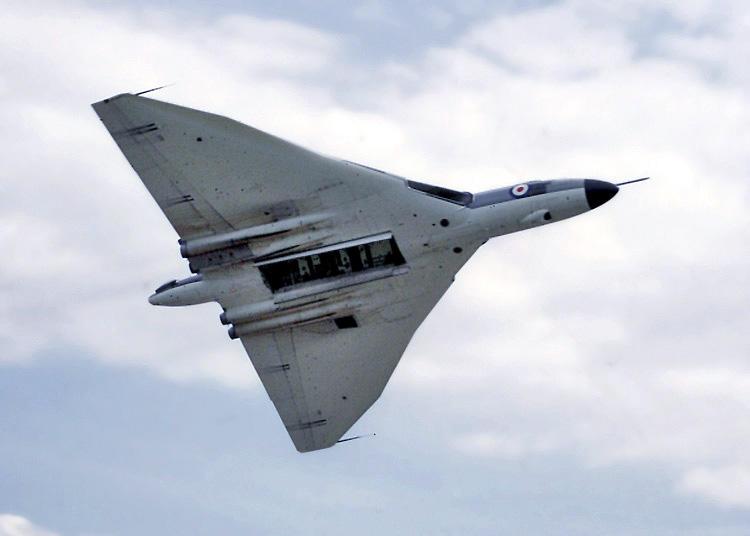
Avro 698 Vulcan

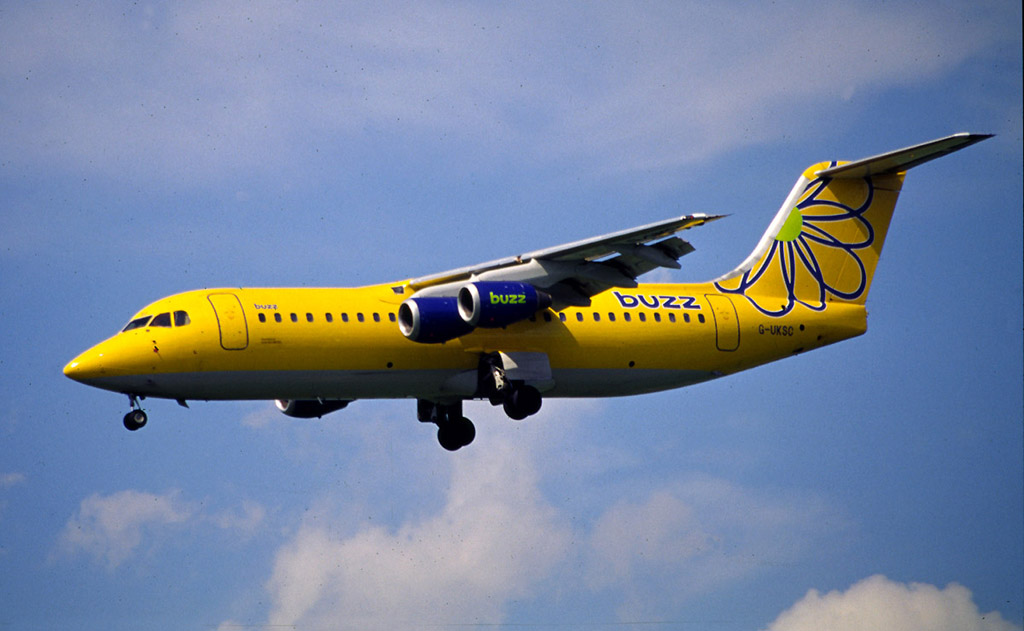
BAe 146-300 w barwach buzz

Avro – brytyjska wytwórnia samolotów, nazwa pochodzi od A.V. Roe and Company Limited (A.V. Roe and Co Ltd). Spośród produktów Avro warto wspomnieć bombowiec Avro Lancaster, odrzutowiec Avro Vulcan i samolot STOL Avro RJ.

## Historia
Była to jedna z najstarszych wytwórni lotniczych świata, założona w Brownsfield Mills, w Manchesterze, w Anglii 1 stycznia 1910. Założycielami byli Alliot Verdon Roe, który dał nazwę firmie, oraz jego brat H.V. Roe. Alliot był już wówczas znany jako pilot. W 1912 firma zbudowała pierwszy na świecie samolot jednopłatowy z zakrytą kabiną, Avro F. Wielkim sukcesem okazał się udany drewniany dwupłatowiec szkolny i wielozadaniowy Avro 504, produkowany w kilku fabrykach podczas I wojny światowej i po jej zakończeniu. Do końca wojny liczba wyprodukowanych egzemplarzy sięgnęła 8340 sztuk, a produkowany był on aż do początku lat 30. oraz na licencji w innych krajach.
W latach 20. XX wieku firma przeniosła się z Manchesteru do New Hall Farm w Woodford, w hrabstwie Cheshire. W 1928 firmę Avro kupił John Siddeley, a A.V.Roe założył nową firmę Saunders-Roe, która później zajmowała się rozwojem samolotów odrzutowych i poduszkowców.
W latach 20. firma Avro opracowała i produkowała kilka modeli samolotów szkolnych i komunikacyjnych. Głównym projektantem w tym czasie stał się Roy Chadwick. W latach 30. powstał kolejny udany dwupłatowy samolot szkolno-treningowy Avro 621 Tutor, zakupiony przez Królewskie Siły Powietrzne (RAF) i kilka innych państw (zbudowano 481 sztuk). Był on także produkowany na licencji w Polsce w liczbie 40 sztuk pod oznaczeniem PWS-18. Kolejnym sukcesem był dwusilnikowy samolot wielozadaniowy Avro Anson, służący podczas II wojny światowej w różnych wersjach militarnych, między innymi do rozpoznania morskiego (zbudowano go aż ponad 11 000 sztuk).
Przed II wojną światową firma Avro zajęła się konstruowaniem ciężkich samolotów bombowych. Pierwszy był Avro Manchester, cierpiący na problemy z silnikami i zbudowany jedynie w liczbie 200 sztuk. Jego bezpośredni następca, czterosilnikowy Avro Lancaster okazał się jednak najlepszym brytyjskim ciężkim bombowcem II wojny światowej. Zbudowano go 7377 sztuk. Rozwinięciem Lancastera był powojenny Avro Lincoln, a jego wersją do celów rozpoznania morskiego był Shackleton, który zasłużył się długą 41-letnią służbą w brytyjskim lotnictwie. Ostatnim bombowcem Avro był odrzutowy Vulcan, w układzie delta, który będąc początkowo jednym z komponentów brytyjskiego lotnictwa strategicznego, brał jeszcze udział w wojnie o Falklandy w 1982 jako konwencjonalny bombowiec.
Avro produkował także w latach 40. samoloty komunikacyjne: rozwinięte z Lancastera Avro York (258 sztuk) i Avro Lancastrian oraz rozwinięty z Lincolna pasażerski Avro Tudor. Ten ostatni jednak wyprodukowany był jedynie w krótkiej serii 34 sztuk, przegrywając z silną konkurencją innych firm. Dużą stratą dla Avro była śmierć utalentowanego głównego konstruktora Roya Chadwicka w wypadku podczas testów Tudora 23 sierpnia 1947 roku. W latach 50. firma Avro wypuściła dwusilnikowy turbośmigłowy samolot pasażerski Avro 748, na całym świecie sprzedano wiele egzemplarzy, także w militarnym wariancie transportowym Andover.
Również w latach 50. kanadyjski oddział Avro opracował zaawansowany technologicznie myśliwiec przechwytujący Avro Arrow, nie wszedł on jednak do produkcji z uwagi na kontrowersyjną decyzję rządu kanadyjskiego o wycofaniu się z kosztownego programu (oblatywaczami samolotu byli polscy piloci, od zakończenia wojny zamieszkujący w Kanadzie: Janusz Żurakowski i Władysław „Spud” Potocki).
Firma Avro w lipcu 1963 weszła w skład koncernu Hawker Siddeley Aviation i wydawało się, że zanikła jako nazwa. Jednak zastosowano ją do samolotu pasażerskiego BAe 146 (Avro RJ), produkowanego w latach 1983–2001 przez British Aerospace (od 1999 BAE Systems).

### Samoloty Avro
Ważniejsze typy samolotów Avro, wraz z firmowymi numerami typów oraz datą wyprodukowania:
- Avro 504 – samolot szkolny 1-silnikowy dwupłatowy (1913)
- Avro 534 Baby – lekki samolot 1-silnikowy dwupłatowy (1919)
- Avro 547 – samolot pasażerski 1-silnikowy trójpłatowy (1920)
- Avro 549 Aldershot – bombowiec 1-silnikowy dwupłatowy (1923)
- Avro 555 Bison
- Avro 555 Bison – samolot rozpoznawczy pokładowy 1-silnikowy dwupłatowy (1923)
- Avro 594 / 616 Avian – lekki samolot 1-silnikowy dwupłatowy (1928)
- Avro 618 Ten – samolot komunikacyjny 3-silnikowy górnopłat (1929)
- Avro 619 Five – samolot komunikacyjny 3-silnikowy górnopłat (1930)
- Avro 621 Tutor – samolot szkolny 1-silnikowy dwupłatowy (1930)
- Avro 626 – samolot szkolny 1-silnikowy dwupłatowy (1931)
- Avro 631 / 643 Cadet – samolot szkolny 1-silnikowy dwupłatowy (1932)
- Avro 636 (1935)
- Avro 638 Club Cadet (1933)
- Avro 641 Commodore (1935)
- Avro 652A Anson – samolot wielozadaniowy 2-silnikowy dolnopłat (1935)
- Avro 671 Rota (1935)
- Avro 679 Manchester – bombowiec 2-silnikowy średniopłat (1939)
- Avro 683 Lancaster – bombowiec 4-silnikowy średniopłat (1941)
- Avro 684 – niezrealizowany projekt wysokościowego bombowca
- Avro 685 York – samolot transportowy 4-silnikowy górnopłat (1942)
- Avro 688 / 689 Tudor – samolot komunikacyjny 4-silnikowy dolnopłat (1945)
- Avro 691 Lancastrian – samolot komunikacyjny 4-silnikowy średniopłat (1943)
- Avro 694 Lincoln – bombowiec 4-silnikowy średniopłat (1944)
- Avro 701 Athena (1948)
- Avro 695 Lincolnian (1949)
- Avro 696 Shackleton – samolot patrolowy 4-silnikowy średniopłat (1949)
- Avro 698 Vulcan – bombowiec odrzutowy 4-silnikowy dolnopłat (1952)
- Avro 707 (1949)
- Avro 730 – nigdy niedokończony bombowiec
- Avro 748 – samolot komunikacyjny turbośmigłowy 2-silnikowy (1960)
- Avro Andover
- Avro Arrow – myśliwiec odrzutowy 2-silnikowy, prototyp 1958
- Avro 706 Ashton (1950)